# Hóley
Hóley är en ö i republiken Island.   Den ligger i regionen Västlandet, i den västra delen av landet, 140 km norr om huvudstaden Reykjavík. Arean är 0,13 kvadratkilometer.
Terrängen på Hóley är platt. Öns högsta punkt är 24 meter över havet. 